# Phare d'Harwich (High)
Le phare d'Harwich (High) est un phare désaffecté situé dans la ville d'Harwich, dans le comté d'Essex en Angleterre. Appartenant à la ville, il a été transformé en musée.
Ce phare fut géré par le Trinity House Lighthouse Service à Londres, l'organisation de l'aide maritime des côtes de l'Angleterre, de 1836 à 1863.

## Histoire
Au moins trois paires de phares ont été construits au cours des derniers siècles avec des feux directionnels pour aider à la navigation des navires entrant dans le port d'Harwich. La première paire était constituée de structures en bois: le High Light (lumière haute) se dressait au sommet de la Old Town Gate, tandis que le Low Light (lumière basse) se trouvait sur la plage. Les deux fonctionnaient au charbon.
En 1818, ils ont été remplacés par des structures en pierre, conçues par John Rennie Senior, qu'on peut encore voir aujourd'hui. Désaffectées en 1863, ils ne fonctionnent plus comme phare : le phare d'Harwich (Low) abrite le musée maritime de la ville, l'autre (Harwih High) a été récemment converti en musée depuis 2015. Ils étaient la propriété du général Rebow de Wivenhoe Park, qui touchait une taxe calculée sur les cargaisons entrant dans le port pour l'entretien des phares. En 1836, ils ont été rachetés par Trinity House, mais en 1863 ils furent déclarés redondants en raison d'un changement de position du chenal utilisé par les navires entrant et sortant du port, causé par les sables mouvants.
Ils furent à leur tour remplacés par une paire de phare en fonte à Dovercourt, à proximité. Ceux-ci sont encore en place, mais ils ont été désaffectés, encore une fois en raison du déplacement du chenal, en 1917.

### Phare d'Harwich High
C'est une tour en brique, à neuf côtés, de 21 m de haut. La lumière était émise des fenêtres supérieures. elle remplaça celle qui était érigée sur le haut d'une porte de la ville. Elle a été construite en 1818 et son feu a été désactivé dès 1863 par Trinity House. Il fonctionnait en feu directionnel avec le phare d'Harwich (Low) à proximité.
Le phare a été transféré au Conseil municipal de la ville d'Harwich en 1909. Partiellement reconstitué par la ville en 1974, la tour est restée vide jusqu'en 1991, puis a été loué pour en faire le Wireless Museum. Le musée a fermé durant l'année 2010.
En 2014 le phare a été loué à la Harwich Society avec une ouverture en 2015.
Identifiant : ARLHS : ENG-093 .

### Lien connexe
- Liste des phares en Angleterre